# Filippo de Lurano
Filippo de Lurano (auch Filippo de Luprano oder Philippus de Luprano; * um 1470 in Cremona (unsicher); † 1520 oder danach in Aquileia (unsicher)) war ein italienischer Komponist, Sänger und Kleriker der frühen Renaissance.

## Leben und Wirken
Von Filippo Lurano sind die Geburts- und Sterbedaten nicht überliefert; auch Geburts- und Sterbeort können nur aus den bekannt gewordenen Umständen vermutet werden. Ebenso wenig sind über seine Ausbildung, insbesondere als Kleriker, Informationen bekannt. Er wird in den Akten des Doms von Cividale del Friuli cleric[us] Cremone[nsi]s genannt; somit wird angenommen, dass er aus Cremona oder aus der Umgebung dieser Stadt stammt bzw. dort mindestens seine kirchlichen Weihen erhalten hat. Gewisse Ereignisse deuten auf seinen Aufenthalt in Rom zwischen den Jahren 1500 und 1510 hin, auch wenn dieser nicht direkt belegt ist: Die lateinische Frottola »Quercus iuncta columna est« entstand anlässlich der Hochzeit in Rom am 2. Januar 1508 von Marcantonio I. Colonna mit Lucrezia Gara della Rovere, einer Nichte von Papst Julius II. (Amtszeit 1503–1513); außerdem ist Filippo de Luranos Frottola »Donna, contro la mia voglia« in einem Frottolen-Manuskript mit folgendem Hinweis versehen: »Questa canzone era la favorita del duca valentino« (diese Canzone ist ein Favorit von Herzog Valentino); hier ist Cesare Borgia (1475–1507) gemeint, ein Sohn von Papst Alexander VI. (Amtszeit 1492–1503). Nachdem Cesare Borgia 1504 ins Exil nach Spanien ging, muss dieses Stück, das 1505 im Druck erschienen ist, vor dieser Zeit entstanden sein. Darüber hinaus befindet sich für weitere sechs Frottolen in einem Manuskript mit Frottolentexten der Hinweis, sie seien von Rom nach Florenz gebracht worden. Außerdem steht eine Reihe weiterer Frottolen im Mittelpunkt eines Manuskripts, das um 1501 in Rom geschrieben wurde.
Filippo war dann nachweislich von Mai 1512 bis etwa zum Jahr 1513, höchstens aber bis 1515 Sänger an Santa Maria Assunta in Cividale del Friuli. Nachdem ihm am 17. September 1515 die Pfründen entzogen worden sind, wird angenommen, dass er zuvor Cividale verlassen hat. Es gibt einen Brief des Patriarchen von Aquileia aus dem Jahr 1516, in dem dieser versucht, für Filippo einen Ersatz für die weggefallenen Pfründen zu finden, woraus sich ergibt, dass der Komponist direkt von Cividale nach Aquileia gegangen ist. Es gibt dazu einen Beleg aus dem Jahr 1519, dass Filippo im dortigen Dom als Mansoniarius wirkte. Doch schon im folgenden Jahr 1520 wird ein gewisser Jacopo Lurano, vielleicht ein Verwandter, als sein Nachfolger genannt. Der Dichter Filippo Oriolo schließlich erwähnt Filippo de Lurano in seinem epischen Gedicht »Monte Parnasso« (um 1520) in einer Aufzählung von Komponisten zwischen Pierre de la Rue und Costanzo Festa.

## Bedeutung
Nach Marco Cara und Bartolomeo Tromboncino war Filippo de Lurano einer der fruchtbarsten Schöpfer von Frottolen. Fast alle von ihm geschriebenen Sätze erschienen erstmals in den Frottolen-Büchern von Ottaviano Petrucci zwischen 1504 und 1509 im Druck. Filippos Frottolen mehrheitlich auf Barzelletten (Frottolen im engeren Sinn), vier basieren auf Oden, eine auf einem Capitolo, eine auf einem Strambotto und zwei auf den beiden lateinischen Sätzen Quercus iuncta columna est und Dissimilare etiam sperasti. Inhaltlich bestehen seine Frottolen aus Liebesklagen und serenadenartigen Texten. In den meisten Fällen enthalten die Barzelletten nur die Musik für den vierzeiligen Refrain (Ripresa), auf den dann auch die Strophen zu singen sind. Die musikalische Struktur ist  zumeist homorhythmisch und zeigt manchmal eine Parallelbewegung zwischen der Oberstimme und dem Bass, aber auch selbständig geführte Stimmen.
Drei Lieder unter den Barzelletten sind für den Karneval in Rom geschrieben; ein Trionfo für die Göttin Fortuna, son Fortuna omnipotente (1505), und zwei Maskeraden: Noi l’amazone siamo und Da paesi oltramontani (beide aus dem Jahr 1509). Letztere enthalten die typischen groben Zweideutigkeiten des Karneval-Liedrepertoires und scheinen Männer darzustellen, die sich als römische Kurtisanen verkleidet haben.

## Werke
- Frottolen, alle zu vier Stimmen
  - »Al di, donna, non dormire«, auch mit dem Text »Odi, donna, el mio tormento«
  - »Dammi almen l’ultimo vale«, teilweise Tromboncino zugeschrieben
  - »Da paesi oltramontani«, ist eventuell eine risposta auf »Noi l’amazone siamo«
  - »De servirti al tuo dispecto«
  - »Dissimulare etiam sperasti«, Text: Vergil, Aeneis, Teil IV
  - »Dolce amoroso focho«
  - »Donna contra la mia voglia«, in einer Handschrift mit dem Zusatz Questa canzone era la favorita del duca valentino
  - »Donna questa è la mia voglia«, eine risposta zu »Donna contra la mia voglia«
  - »D’un partir nascon doi parte«
  - »Fammi almen una bona cera«
  - »Fammi quanto mal te piace«
  - »Ha bella e fresca etade«
  - »Io te ’l voria pur dire«
  - »Io ti lasso donna hormai«
  - »Noi l’amazone siamo«
  - »Non mi dar più longhe hormai«
  - »Non si pò quel che si vole«
  - »Non son quel che solea«
  - »Poi che gionto è ’l tempo el loro«
  - »Poi che speranza è morta«
  - »Quanto più donna te dico«
  - »Quercus iuncta columna est«, mit dem Hinweistext Luranus numeros faciebat carmina faustos
  - »Rompe Amor questa cathena«
  - »Se m’agrava el tuo partire«, teilweise Tromboncino zugeschrieben
  - »Se me è grato el tuo tornare«, ist eventuell eine risposta zu »Se m’agrava el tuo partire«
  - »Son fortuna omnipotente«
  - »Son tornato e Dio el sa«
  - »Tutto el mondo chiama e grida«, in einer anderen Handschrift mit dem Text »Da poi ch’ai el mio core«
  - »Un solicito amor, un gran fede«
  - »Vale hormai con tua durezza«
  - »Vale signora vale«
  - »Vale vale decora«
  - »Vana speranza mia che mai non vene«
  - »Vien da poi la nocte luce«
  - »Viverò patiente forte«
- Lauden, alle zu vier Stimmen
  - »Ne le tue braze, o vergene Maria«, Text: Leonardo Giustinian
  - »Salve, sacrata e gloriosa insegna«; Autorschaft Filippo de Luranos zweifelhaft: „D. Philippo“ kann sich auch auf den Priester und Komponisten Don Philippo Lupacino aus Mantua beziehen
- Motetten, alle zu vier Stimmen
  - »Anima Christi, sanctifica me«
  - »Quis Deus hic? Phoebus«, Text: Marc’ Antonio Grineo, mit dem Hinweistext Luranus Cantat Gryneus Carmina Lusit.

## Ausgaben (Auswahl)
- Die mehrstimmige italienische Laude um 1500, hrsg. von Knud Jeppesen / V. Brondal, Kopenhagen / Leipzig 1935
- Ottaviano Petrucci: Frottole, Buch I und IV, hrsg. von R. Schwartz, Leipzig 1935 (= Publikationen älterer Musik, hrsg. von Theodor Kroyer, Leipzig 1926–1940, Jahrgang 3)
- Canzoni, sonetti, strambotti e frottole, libro tertio (Andrea Antico 1517), hrsg. von A. Einstein, Northampton / Massachusetts 1941 (= Smith College Music Archives Nr. 4)
- Le frottole nell’edizione principe di Ottaviano Petrucci, hrsg. von G. Cesari, R. Monterosso, Cremona 1954 (= Instituta et Monumenta 1,1)
- Italia sacra musica, hrsg. von Knud Jeppesen, Band 2, Kopenhagen 1962
- Le frottole per canto e liuto intabulate da Franciscus Bossinensis, hrsg. von B. Disertori, Mailand 1964 (= Instituta et Monumenta 2,3)
- Ottaviano Petrucci, Frottole libro octavo, hrsg. von L. Boscolo, Padua 1999 (= Le frottole Petrucci Nr. 2)
- Ottaviano Petrucci, Frottole libro nono, hrsg. von F. Facchin, Padua 1999 (= Le frottole Petrucci Nr. 3).